# Medal Australijski Policyjny
Medal Australijski Policyjny ang. Australian Police Medal, skr. APM) – australijskie cywilne odznaczenie ustanowione 3 marca 1986, zastępujące dotychczasowe brytyjskie: Medal Królowej dla Policji za Dzielność, Medal Królowej dla Policji za Wybitną Służbę i Medal Policji za Długoletnią Służbę i Dobre Zachowanie.
Przyznawane jest za wybitną służbę  („for distinguished service”), zatrudnionym we wszystkich australijskich formacjach policyjnych, z których każda może przyznać jeden medal rocznie na 1000 pracowników (lub mniej).
Medal może zostać przyznany jednej osobie tylko raz.
W australijskiej kolejności starszeństwa odznaczeń zajmuje miejsce bezpośrednio po Medalu Służby Publicznej, a przed Medalem Australijskim Straży Pożarnej.
Osoby odznaczone tym medalem mają prawo umieszczać po swoim nazwisku litery „APM”.